# Місімінія
Місімінія — піздньоантичне та ранньосередньовічне державне утворення племені місіміян. В 730-х роках було приєднано до держави Абазгія.

## Історія
Відомо з I століття н. е. Деякий час визнавало зверхність візантійської імперії. В 555 році внаслідок потужного повстання на деякий час Місімія за підтримки Сасанідської Персії позбулася цієї залежності. Але 556 року 4-тисячне візантійське військо придушило виступив, підпорядкувавши Місімінію своєму васалу — Лазиці. В VII—VIII ст. знаходилося у васальній залежності від Лазського царства і Візантійської імеперії.
В 730-х була поглинена державою Абазгія, на основі якої і Апсілії склалося Абхазьке царство.

## Територія
Охоплювало землі середньої течії річки Кодор, в межах історичної областї Дал й частково регіон Цабал. Візантійський історик Агафій вказував, що місіміяни мешкають північніше апсіліїв, кордон між Місімінією і Апсілією проходив через Цебельду (сучасна місцина Чхороцку). Відповідно до іншого візантійського історика Менандра на сході межувала зі Сванетією, на північному сході — з аланами (кордоном були Місімійський шлях і Маруський перевал. Місіміяни володіли великими фортецями Бухлоон (на кордоні з Лазикою, сучасне Пахулані в Самегрело-Земо-Сванеті), Собгісі (на кордоні з аланськими князівствами, біля Маруського перевалу) й Цахар. Остання була також столицею держави, розташовувалася в районі Багадських скель, біля річки Кодор.

## Населення
Стосовно походження місіміян існують суперчності. візантійські історики вказували, що місіміяни сильно відрізняються від лазів. Грузинські історики висувають версію, що місіміяни були одним зі сванських племен, виводячи назви місіміян від самоназви сванів — «мушван». Цьому протирічить згадка Агафія про схожість культур місіміян з апсілами. На основі цього висувається версія про належність цього племені до протоабхазів. Зрештою місіміяни стали основою цабало-далської гілки абхазької нації, що існувала до 2-ї пол XIX ст.

## Устрій
З самого початку існування являло собою перехідний етап від плем'яного союзу до протодержави. Відсутні відомості про панувану династію. Разом з тим є свідчення, що у середині V ст. Місімінія прийняло православ'я.

## Господарство
Основою було скотарство, дещо було розвинено землеробство і ремісництво. Важливою була торгівля, чому сприяло вигідне географічне розташування. Через Місімінію шляхи йшли до усіх абхазьких держав, до сванів і аланів, а також до Лазського царства. 